# Landberk
Landberk var ett svenskt progg / rockband, kännetecknat av den mörka, dystra melankoliska tonen i musiken. Landberk var kända för mellotronen som gav ett eget sound till musiken, samt Reine Fiskes gitarr.
Medlemmar i Landberk är Stefan Dimle (bas), Reine Fiske (gitarr), Patric Helje (sång), Jonas Lidholm (trummor) och Simon Nordberg (mellotron/keyboard). På det första albumet spelade Andreas Dahlbäck trummor.
Landberk var aktiva mellan 1990 och 1999. Bandets första album var Riktigt Äkta som gavs ut som LP 1992. Lonely Land var en engelsk version av Riktigt Äkta, som släpptes på CD 1992. One Man Tells Another släpptes på CD 1994 och Indian Summer 1996. Landberks singlar var Jag är tiden, CD 1994 och Dream Dance 1995. 
Landberk spelade även in en coverversion av No More White Horses, en låt av T2 ett nästan bortglömt psykedeliskt rockband från 1960-talet.
Landberks sista spelning var i Oslo 1999. 

## Diskografi

### Studioalbum
1. Riktigt Äkta, LP 1992
2. Lonely Land (engelsk version av Riktigt Äkta ), CD 1992
3. One Man Tell's Another, CD 1994
4. Indian Summer, CD 1996
5. Indian Summer, Vinyl 2024

### Liveinspelningar
1. Unaffected, 1995

### Singlar
1. Jag Är Tiden, 1994
2. Dream Dance, 1995